# 5 a Seco
5 a Seco é uma banda brasileira formada em 2009 na cidade de São Paulo  Desde 2010, compreende os músicos Leo Bianchini, Pedro Altério, Pedro Viáfora, Tó Brandileone e Vinicius Calderoni.
O nome do grupo vem da ideia de que são cinco músicos compositores de igual importância, que se revezam nas funções, sem protagonismo, por isso o numeral “5” no nome. Já o “a seco”, vem do grupo se apresentar sem músicos acompanhantes, com a intenção de que haja uma autossuficiência e uma economia de recursos. A inspiração para o nome veio da conhecida rede de lavanderias 5àsec.

## História
Em 2010, com a saída de Dani Black para seguir carreira solo, o grupo contou com um novo integrante, o músico Leo Bianchini.
Em 2011, o grupo gravou o primeiro DVD, Ao Vivo no Auditório Ibirapuera, com participações de artistas consagrados da música popular brasileira, como Lenine, Maria Gadú, Chico César e o já ex-integrante Dani Black. O álbum inicialmente foi disponibilizado gratuitamente no site oficial dos artistas para download.
Em 2014, gravou seu segundo álbum, intitulado Policromo, apoiado pelo projeto Natura Musical. Diferente do disco anterior, Policromo foi gravado em 17 dias em uma fazenda-estúdio no interior de São Paulo. Adaptado para o palco, o show percorreu diversas capitais brasileiras, como Rio de Janeiro, Brasília, Belo Horizonte e São Paulo.
Em 2017, a banda saiu em turnê para divulgar seu novo álbum, Síntese, que foi gravado no mesmo ano e lançado em 23 de fevereiro de 2018, utilizando da mesma estratégia de divulgação do disco de estreia.
Em abril de 2019, 5 a Seco anunciou que faria uma pausa na carreira por tempo indeterminado após a turnê comemorativa de 10 anos, que ocorreu entre maio e agosto. Naquele mesmo ano, a banda lançou seu quarto album de estúdio, Pausa, em 5 de agosto.
Em abril de 2024, a banda anunciou o fim do hiato com a participação no Coala Festival.

## Discografia
- Ao Vivo no Auditório Ibirapuera (2012)
- Policromo (2014)
- Síntese (2018)
- Pausa (2019)
- Sentido (2024)

## Integrantes
Fotos tiradas em Belo Horizonte, durante o Festival Natura Musical, em 14 de novembro de 2014.

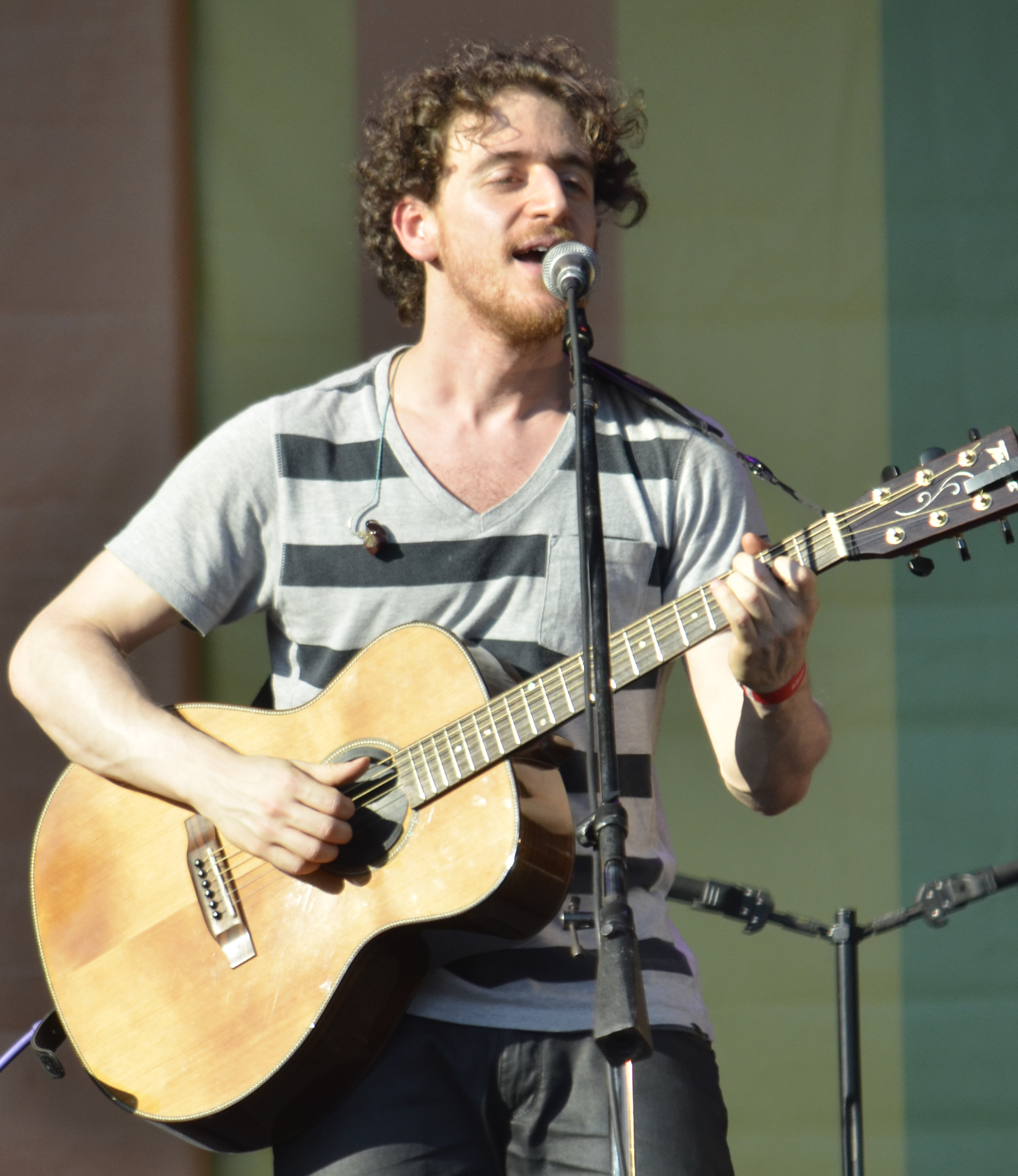
Vinícius Calderoni
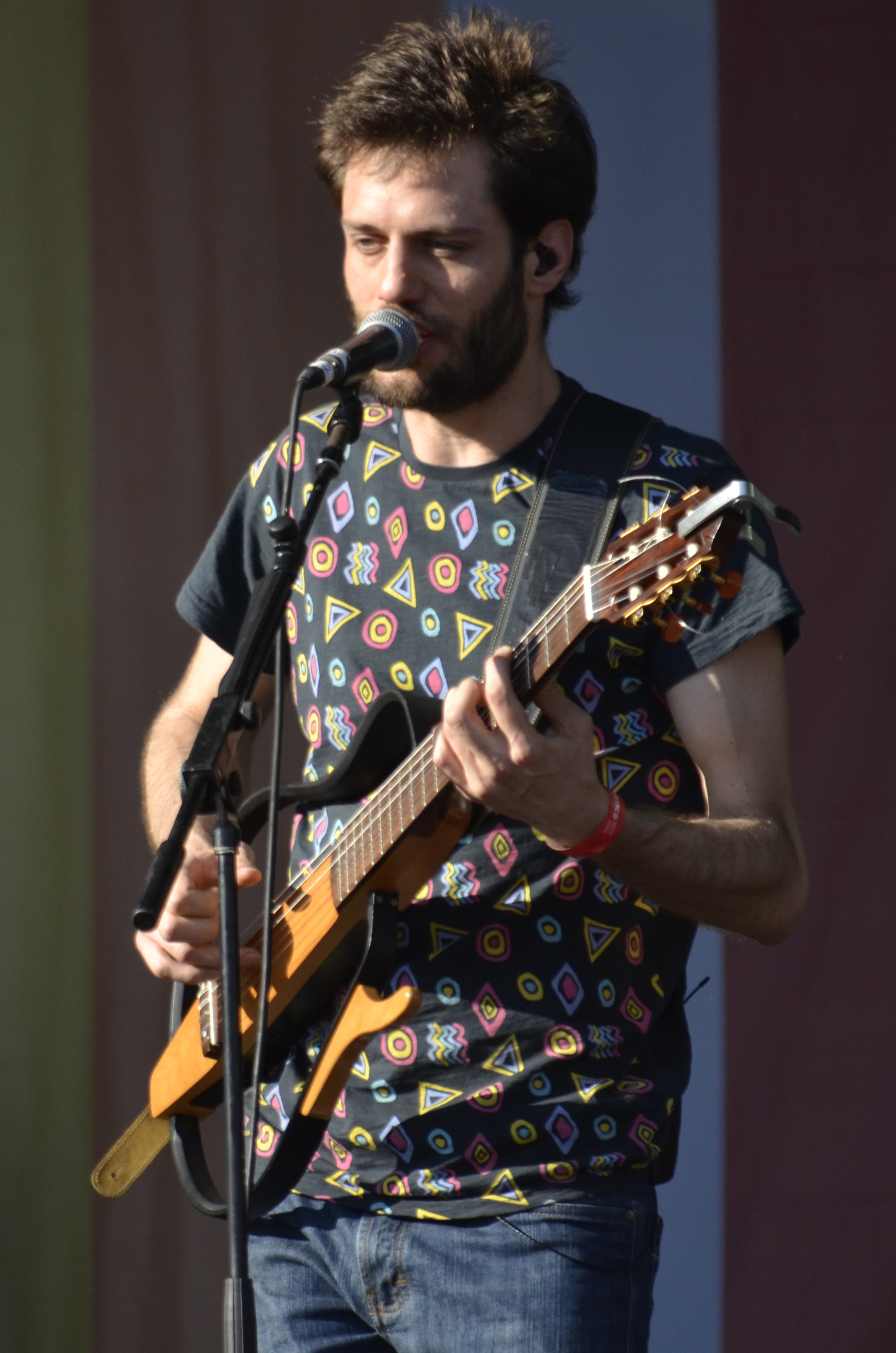
Leo Bianchini
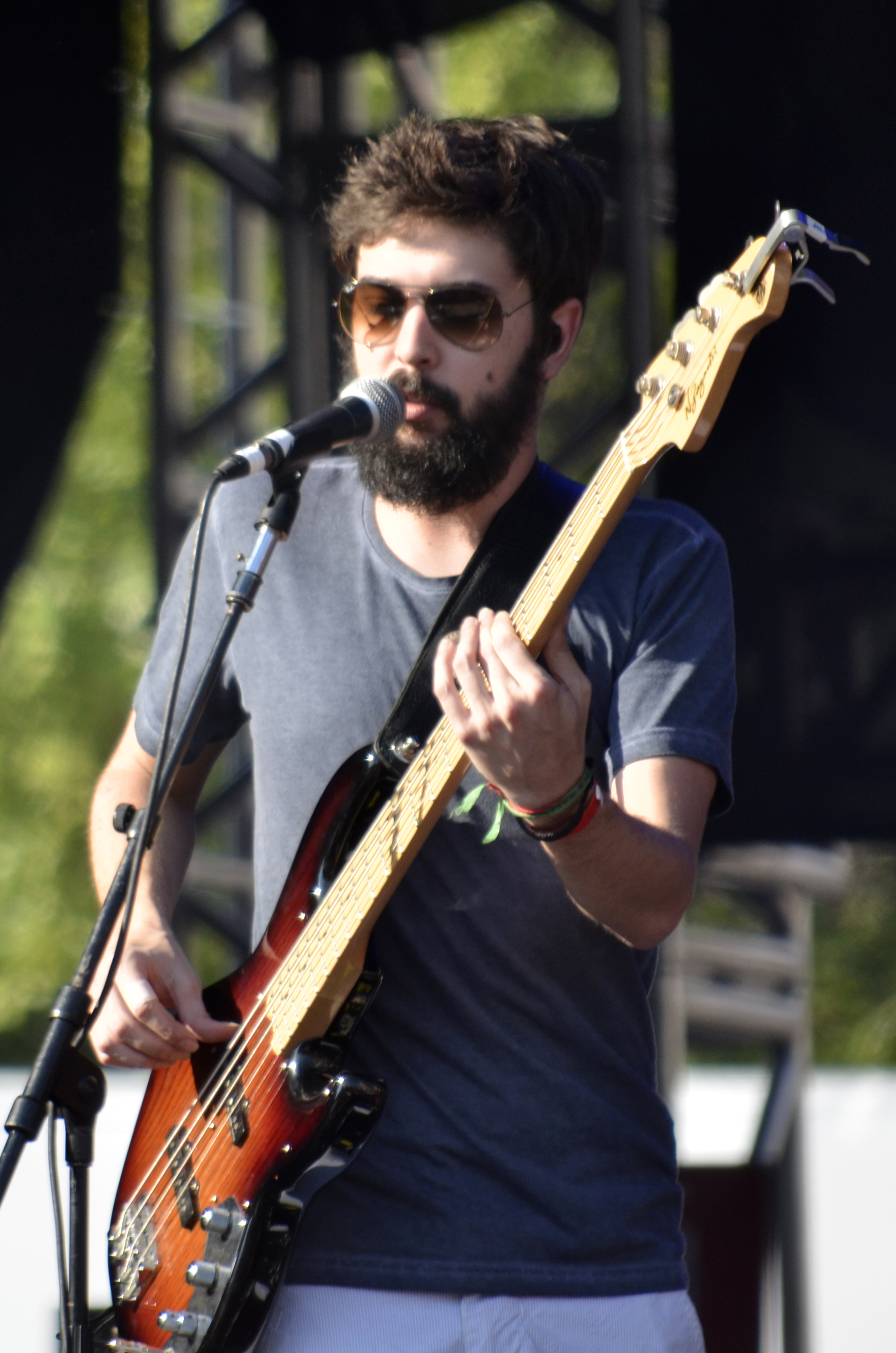
Pedro Altério
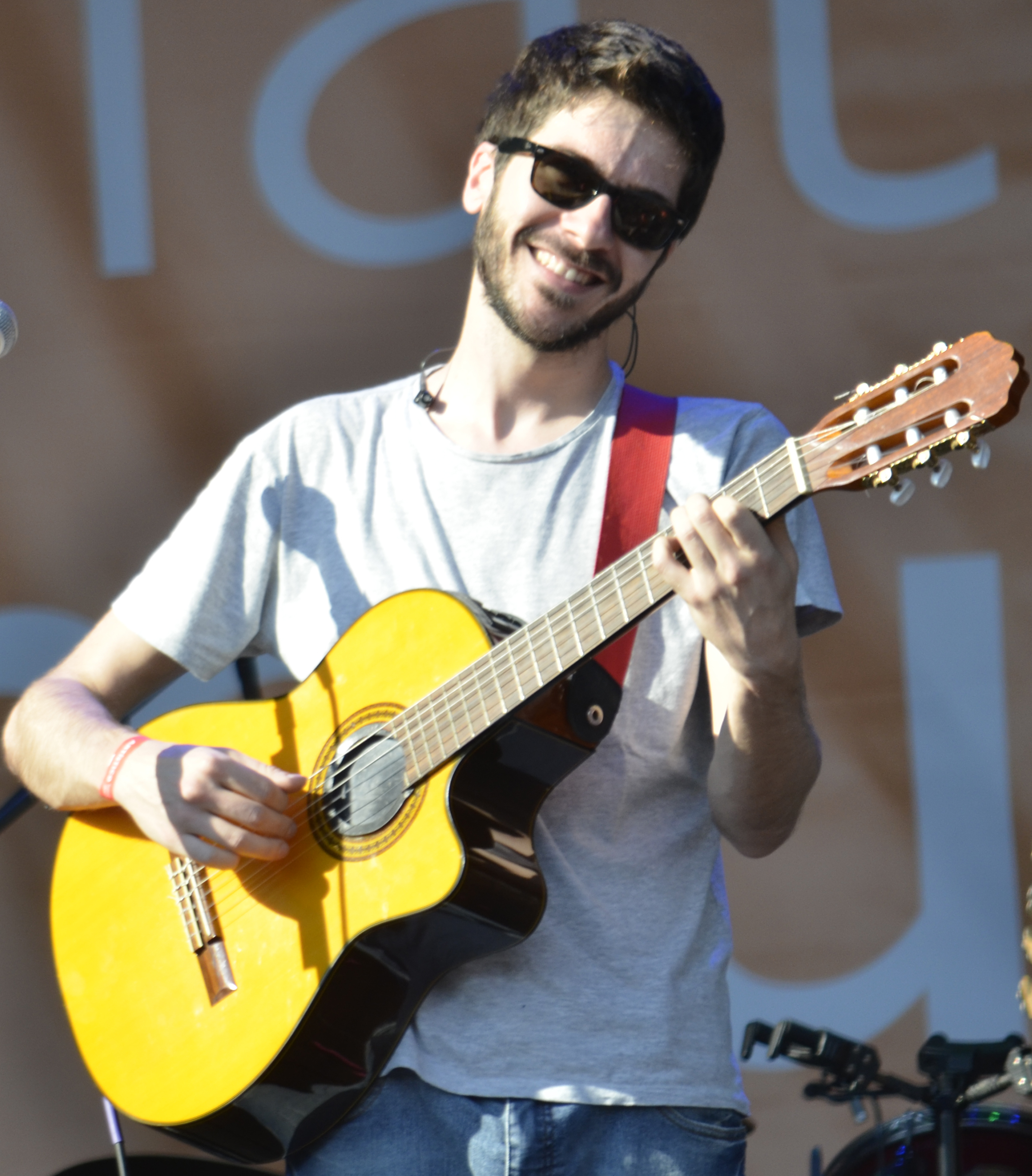
Tó Brandileone
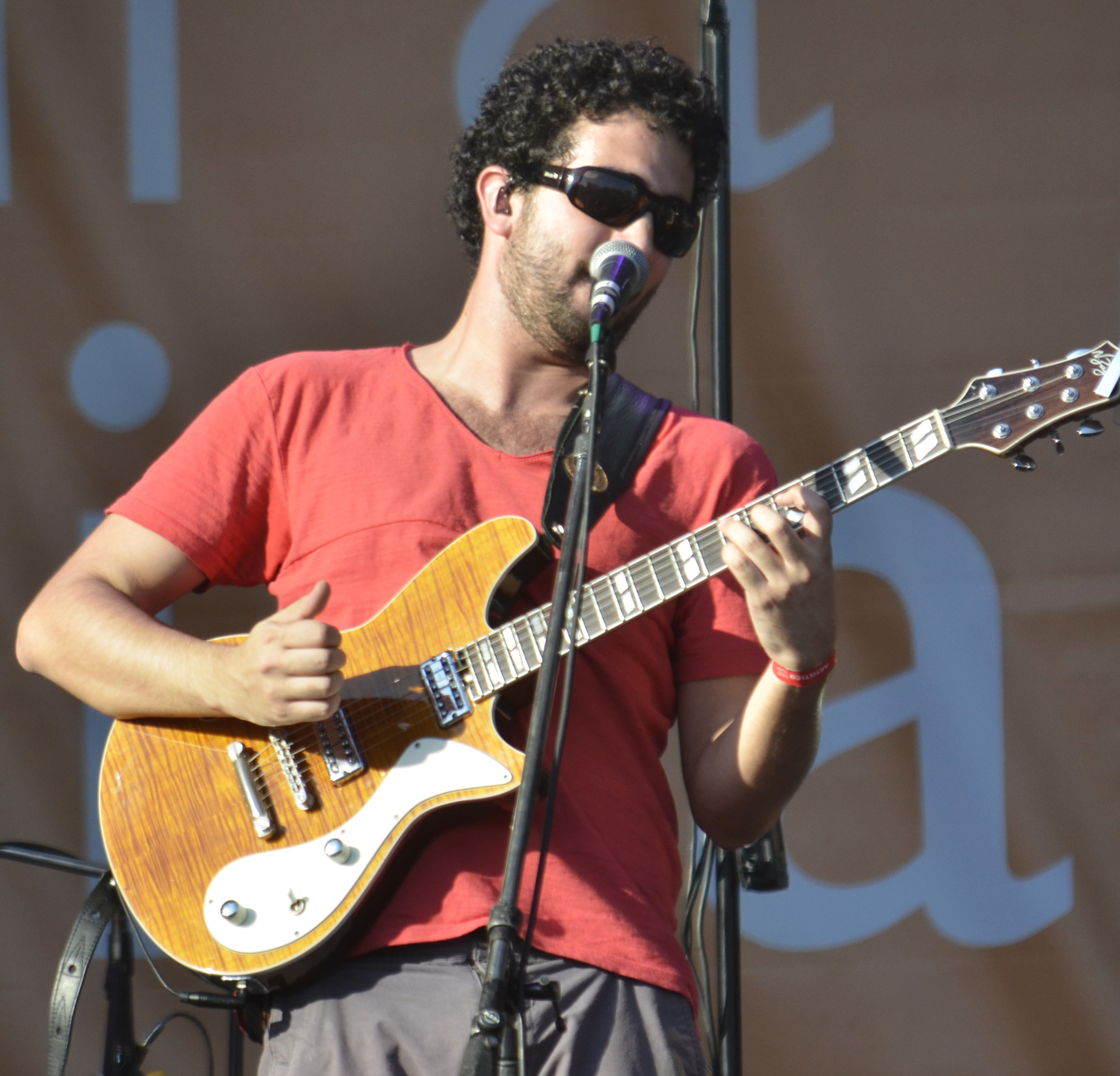
Pedro Viáfora